# Household Words
Household Words war eine britische Wochenzeitschrift, die zwischen 1850 und 1859 erschien und von Charles Dickens herausgegeben wurde.
Der Titel der Zeitschrift leitete sich von einem Shakespeare-Zitat aus dem 4. Akt, 3. Szene von Heinrich V. her: „Familiar in his mouth as household words“ (deutsch in der Übersetzung von Schlegel/Tieck: „Geläufig seinem Mund wie Alltagsworte“). 1859 kam es zu einem Streit zwischen Dickens und den Verlegern, weshalb sich Dickens von der Zeitschrift trennte und ein neues eigenes Projekt All the Year Round gründete.
Household Words vertrat einen reformerischen Kurs und nahm zu den meisten politischen Themen des Tages Stellung. Beispielsweise wurde die britische Regierung für ihre Inkompetenz beim Krimkrieg kritisiert, und immer wieder wurden soziale Reformen im Gesundheits- und Erziehungswesen eingefordert.

## Erscheinungsform
Jede Ausgabe von Household Words trug als Veröffentlichungsdatum einen Samstag – und das, obwohl die Hefte immer mittwochs erschienen. Die erste Ausgabe kam am 27. März 1850 heraus, die letzte am 28. Mai 1859. Das Redaktionsbüro befand sich in der Wellington Street North Nr. 16 nahe dem Covent Garden in London. Ein Heft kostete zwei Pence. Ein jedes Heft enthielt in der Regel zwischen sechs und zehn Beiträgen, die in Doppelspalten gesetzt wurden. Eine Ausgabe umfasste 24 Seiten.